# Commission scolaire des Découvreurs
 (septembre 2020).
Pour les raisons suivantes :
- Les commissions scolaires québécoises étaient une forme de gouvernement local composé de commissaires élus et disposant de pouvoirs de taxation. Leur admissibilité dans Wikipédia est bien établie.
- Par contre, les centres de service scolaires sont plutôt des centres administratifs relevant du ministère de l'Éducation. Leur mode de gestion et leurs pouvoirs sont différents de ceux des commissions scolaires. Leur admissibilité selon les critères de Wikipédia n'a pas encore été démontrée.
- Vu leur nature différente, les éventuels articles sur les centres de services scolaires devraient être distincts de ceux des commissions scolaires, et non des renommages de ceux-ci.
- Les contributeurs sont invités à discuter de ce sujet sur Discussion Projet:Québec.

La Commission scolaire des Découvreurs est une ancienne commission scolaire québécoise. Elle est abolie en 2020 et remplacée par un centre de services scolaire.
Il dessert une partie de la ville de Québec ainsi que les villes de Saint-Augustin-de-Desmaures et L'Ancienne-Lorette dans la région de la Capitale-Nationale. La partie de la ville de Québec qu'il couvre est constituée de l'arrondissement Sainte-Foy–Sillery-Cap-Rouge. Il compte 1000 enseignants.
Elle était connue auparavant sous le vocable de la Commission scolaire régionale De Tilly.

## Établissements

### Écoles primaires
- École Les Bocages (Saint-Augustin-de-Desmaures)
- École des Pionniers (Saint-Augustin-de-Desmaures)
  - Pavillon Marguerite-Bourgeois
  - Pavillon De La Salle
- École l'Arbrisseau (Cap-Rouge)
- École Marguerite-d'Youville (Cap-Rouge)
- École les Sources (L'Aéroport)
- École les Primevères-Jouvence (L'Aéroport)
  - École les Primevères
  - École Jouvence
- École l'Étincelle—Trois-Saisons (L'Aéroport)
  - École l'Étincelle
  - École Trois-Saisons
- École des Hauts-Clochers (L'Ancienne-Lorette)
  - Pavillon Notre-Dame
  - Pavillon Saint-Charles
- École le Ruisselet (L'Ancienne-Lorette)
- École Des-Cœurs-Vaillants (arr. Sainte-Foy—Sillery)
  - École Cœur-Vaillant—Campanile
  - École des Cœurs-Vaillants
- École d'éducation internationale Filteau—Saint-Mathieu (arr. Sainte-Foy—Sillery)
  - École Filteau
  - École Saint-Mathieu
- École du Versant (arr. Sainte-Foy—Sillery)
  - École Sainte-Geneviève
  - École Notre-Dame-de-Foy
- École Fernand-Seguin (arr. Sainte-Foy—Sillery)
- École Saint-Michel (Sillery)
- École Saint-Louis-de-France—Saint-Yves (arr. Sainte-Foy—Sillery)
  - École Saint-Louis-de-France I
  - École Saint-Louis-de-France II
  - École Saint-Yves

### Écoles secondaires
- école secondaire De Rochebelle (arr. Sainte-Foy—Sillery)
- École des Pionniers, pavillon Laure-Gaudreault (Saint-Augustin-de-Desmaures)
- Collège des Compagnons (arr. Sainte-Foy—Sillery)
  - S'appelait École des Compagnons-de-Cartier avant 2013
- École polyvalente de l'Ancienne-Lorette (L'Ancienne-Lorette)
- Unité pédagogique l'Escale

### Centres de formation professionnelle
- Centre de formation professionnelle Marie-Rollet
- Centre de formation professionnelle Maurice-Barbeau

### Centres de formation des adultes
- Centre du Phénix
- Centre de la Pointe-de-Sainte-Foy
- Centre de l’Envol

### Écoles spécialisées
- École Madeleine-Bergeron (arr. Sainte-Foy—Sillery)

## Anciens établissements
- L'école primaire et secondaire des Grandes-Marées, construite en 1993 au coût de 5 millions de dollars, a été fermée en 2012[1].

## Présidents des Commissions

### Présidents de la Commission scolaire régionale de Tilly
- -     -       - -1972 : Louis-Philippe Arcand

1972-**** : Maurice Barbeau

## Faits divers
Cette commission scolaire est la deuxième ayant bénéficié des services du mouvement Les Aidants scolaires, et ce, depuis 2013.